# Контейнерні перевезення

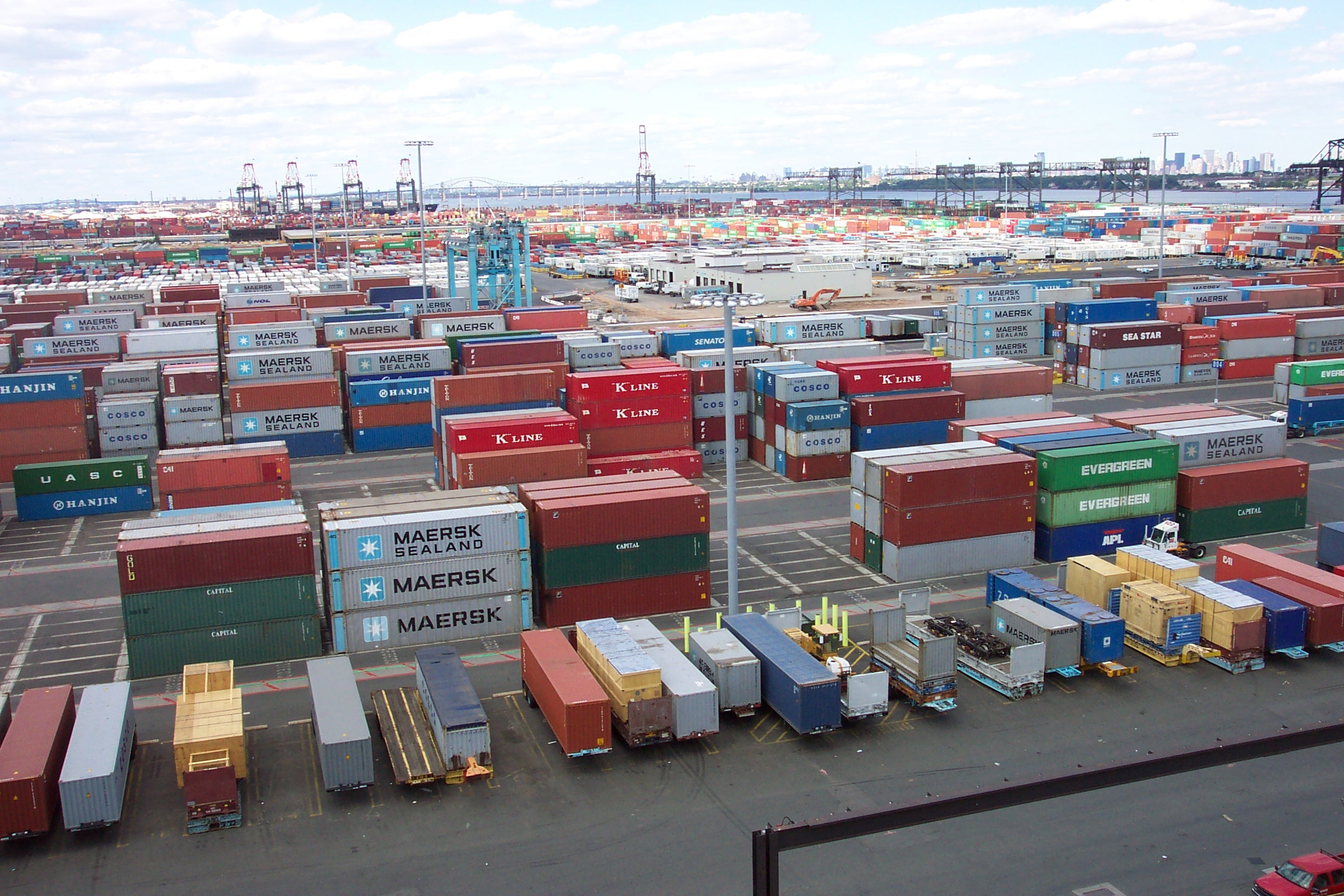
Контейнери в морському терміналі Порт-Ньюарк-Елізабет в Нью-Джерсі, США

Контейнерні перевезення (або контейнеризація) — вантажоперевезення з використанням стандартних контейнерів. Дозволяють виконувати безперевантажувальну доставку товарів від відправника до одержувача, тим самим значно скоротивши обсяг проміжних вантажно-розвантажувальних робіт.

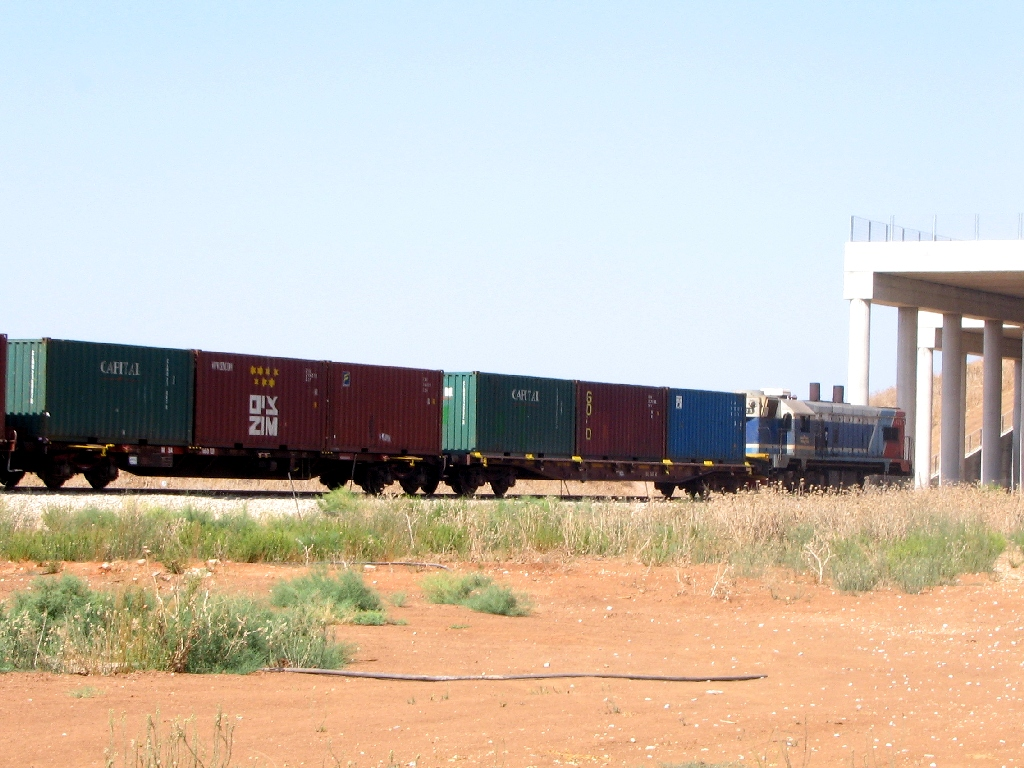
Вагони-контейнеровози (Ізраїль, 2008 год)

## Основні відомості
Контейнерні перевезення виконуються різними видами транспорту, у тому числі по воді (річкові та морські перевезення), суші (автомобільні та залізничні перевезення) і навіть повітрі (повітряні перевезення можуть перевозитися як контейнери стандарту ISO, так і спеціалізовані ULDruen).
Розвантаження, сортування, тимчасове зберігання та навантаження контейнерів виконується на спеціально виділеній частині вантажного району – контейнерному пункті.

## Переваги
- Прискорюються перевезення невеликих штучних вантажів, тому що відправник просто поміщає безліч різних дрібних вантажів (наприклад, одяг та взуття) в один контейнер, безпосередньо з яким вже виконуються роботи, завдяки чому у кілька разів зростає продуктивність праці на навантаженні-розвантаженні.
- ISO-контейнери, що застосовуються по всьому світу, мають стандартизовані розміри, що дозволяє створити спеціалізований транспорт для їх перевезень (контейнеровози), а також для вантажно-розвантажувальних робіт (наприклад, річстакер). При цьому уніфіковане розташування фіксаторів — фітингів — дозволяє уникнути робіт із закріплення контейнерів на транспортному засобі або значно скоротити їх.
- Зниження часу на вантажно-розвантажувальні роботи, у свою чергу, скорочує простий транспорт.
- Немає необхідності на створення тари для кожної окремої партії вантажів, а також її закріплення на транспортному засобі, що дає значну економію лісоматеріалів, кріплень (цвяхів) та інших матеріальних ресурсів.
- Можливість виконання інтермодальних перевезень — контейнер можна перевантажити краном з одного виду транспорту на інший (наприклад, з автомобіля на вагон).

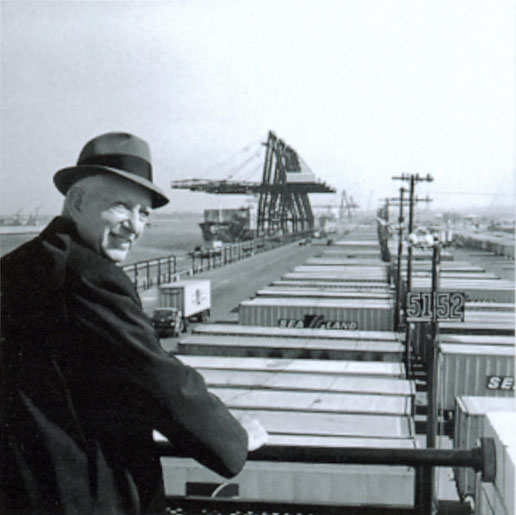
Винахідник контейнерних перевезень Малком Маклін в порту Нью-Йорка и Нью-Джерсі (1957 рік)

## Історія
До контейнеризації товари зазвичай оброблялися вручну як насипні вантажі. Як правило, товари завантажувались на транспортний засіб із заводу та доставлені на склад порту, де їх розвантажували та зберігали в очікуванні наступного судна. Коли судно прибуло, їх перемістили на борт корабля разом з іншим вантажем, щоб спустити або перенести в трюм і запакувати доки. Судно може зайти в кілька інших портів перед вивантаженням певної партії вантажу. Кожне відвідування порту призведе до затримки доставки іншого вантажу. Після цього доставлений вантаж міг бути вивантажений на інший склад, перш ніж його забрати та доставити до місця призначення. Багаторазове оброблення та затримки зробили транспортування дорогим, трудомістким і ненадійним.
Контейнерізація бере свій початок у ранніх регіонах видобутку вугілля в Англії, починаючи з кінця 18 століття. У 1766 році Джеймс Бріндлі сконструював коробчатий човен «Старвейціонер» з десятьма дерев'яними контейнерами для транспортування вугілля з Уорслі-Дельфа (кар'єр) до Манчестера через канал Бриджвотер. У 1795 році Бенджамін Оутрам відкрив трап Малого Ітона, по якому перевозили вугілля у вагонах, побудованих на його заводі Баттерлі. Запряжені конями колісні візки на сході мали форму контейнерів, які, завантажені вугіллям, можна було перевантажувати з барж каналу на каналі Дербі, який Outram також пропагував.
До 1830-х років залізниці на кількох континентах перевозили контейнери, які можна було перекинути на інші види транспорту. Ліверпульська та Манчестерська залізниця у Великій Британії була однією з таких. «Прості прямокутні дерев’яні ящики, чотири до вагона, вони використовувалися для транспортування вугілля з шахт Ланкашира до Ліверпуля, де їх перевозили на запряжені краном візки». Спочатку використовувалися для переміщення вугілля на баржі та з них. «вільні ящики» використовувалися для контейнерування вугілля з кінця 1780-х років у таких місцях, як канал Бріджвотер. До 1840-х років, як і дерев’яні, використовувалися залізні ящики. На початку 1900-х років були прийняті закриті контейнерні ящики, призначені для пересування між автомобільним транспортом і залізницею.

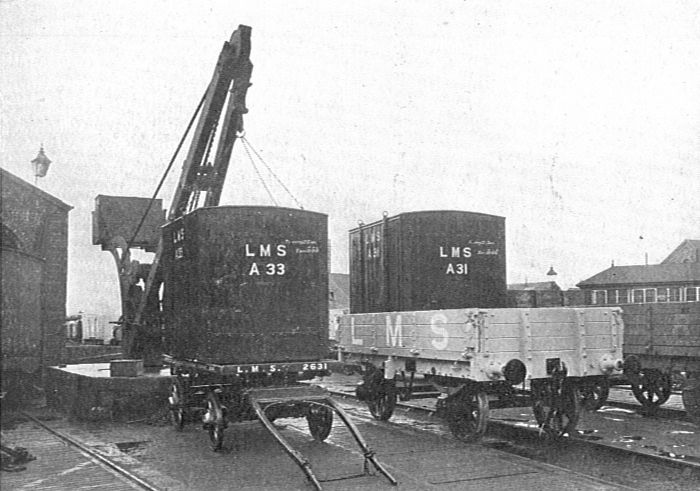
Передача вантажних контейнерів на (LMS; 1928).

17 травня 1917 року Бенджамін Франклін Фітч розпочав експлуатацію експериментальної установки для перевезення контейнерів, які називаються знімними кузовами, за його проектом в Цинциннаті, штат Огайо, США. Пізніше, в 1919 році, його система була розширена до понад 200 контейнерів, які обслуговують 21 залізничну станцію з 14 вантажними вантажівками.
До Другої світової війни багато європейських країн самостійно розробляли контейнерні системи.
У 1919 році інженер Станіслав Родович розробив перший проект контейнерної системи в Польщі. У 1920 році він побудував прототип двовісного вагона. Польсько-радянська війна зупинила розвиток контейнерної системи в Польщі.
У травні 1921 року Поштове відділення США уклало контракт із Центральною залізницею Нью-Йорка на переміщення пошти через контейнери. У 1930 році Чиказька і Північно-Західна залізниця почала перевозити контейнери між Чикаго та Мілвокі. Їхні зусилля закінчилися навесні 1931 року, коли Міждержавна торгова комісія заборонила використання єдиної ставки для контейнерів.
У 1926 році почалося регулярне сполучення пасажирського потяга люкс з Лондона до Парижа Золота Стріла/Флеш д'Ор Південною залізницею та Французькою Північною залізницею. Для перевезення багажу пасажирів було використано чотири контейнери. Ці контейнери були завантажені в Лондоні чи Парижі та доставлені в порти Дувра чи Кале на вагонах-платформах у Великій Британії та «CIWL Pullman Golden Arrow Fourgon of CIWL» у Франції. На Другому Всесвітньому автотранспортному конгресі в Римі у вересні 1928 року італійський сенатор Сільвіо Креспі запропонував використовувати контейнери для автомобільних і залізничних транспортних систем, використовуючи співпрацю, а не конкуренцію. Це буде зроблено під егідою міжнародного органу, схожого на компанію Sleeping Car Company, яка забезпечувала міжнародні перевезення пасажирів у спальних вагонах. У 1928 році Пенсільванська залізниця (PRR) розпочала регулярне контейнерне сполучення на північному сході США. Після краху на Уолл-стріт 1929 року в Нью-Йорку та наступної Великої депресії багато країн були без будь-яких засобів для транспортування вантажів. Залізниці шукали як можливість перевезення вантажів, а також з’явилася можливість широкого використання контейнерів. У лютому 1931 року було спущено на воду перший контейнеровоз. Він називався Autocarrier, що належить Southern Railway UK. Він мав 21 слот для контейнерів Південної залізниці. Під егідою Міжнародної торгової палати в Парижі у Венеції 30 вересня 1931 року на одній із платформ Морського вокзалу (Mole di Ponente) практичні випробування оцінювали найкращу конструкцію європейських контейнерів у рамках міжнародного конкурсу.
У 1931 році в США Бенджамін Франклін Фітч сконструював два найбільших і найважчих контейнерів. Один мав розміри 17 футів 6 дюймів (5,33 м) на 8 футів 0 дюймів (2,44 м) на 8 футів 0 дюймів (2,44 м) з місткістю 30 000 фунтів (14 000 кг) у 890 кубічних футах (25 м3), а другий розміри 20 футів 0 дюймів (6,10 м) на 8 футів 0 дюймів (2,44 м) на 8 футів 0 дюймів (2,44 м), місткість 50 000 фунтів (23 000 кг) у 1000 кубічних футів (28 м3). ]
У листопаді 1932 року в Енолі, штат Пенсильванія (штат), був відкритий перший у світі контейнерний термінал Пенсільванською залізницею. Для перевантаження контейнерів була використана система Fitch.
До 2022 року середня ціна доставки морського контейнера за основними торговими маршрутами стала у шість разів вищою, ніж у минулі п'ять років; у 2021 р. доставка стандартного вантажного контейнера з Китаю до Європи коштує більш ніж на 500% дорожче, ніж рік тому.
Причиною такого подорожчання стали збої у світових ланцюжках поставок світової торгівлі, дефіцит контейнерів, різке збільшення попиту товари, і навіть закриття портів на карантин.